# Borough Park
Borough Park è un quartiere di Brooklyn, uno dei cinque borough della città di New York. 

## Geografia
Confina con Bensonhurst a sud, Bay Ridge a sud-ovest, Sunset Park a ovest, Kensington a nord-est, Flatbush a est e Midwood a sud-est.

## Società
La popolazione di Borough Park è costituita per la maggior parte da ebrei ultraortodossi aschenaziti di lingua yiddish, principalmente chassidici affiliati a varie dinastie.

## Trasporti
Il quartiere è servito dalla metropolitana di New York attraverso le stazioni di 55th Street, 50th Street e Fort Hamilton Parkway della linea BMT West End (treni della linea D), quella di 18th Avenue della linea IND Culver (treni della linea F) e quella di Fort Hamilton Parkway della linea BMT Sea Beach (treni della linea N).